# La nave infernal
La nave infernal es el primer álbum en vivo del grupo argentino Vox Dei editado en 1973 por el sello Disc Jockey. 
Fue grabado durante una gira nacional realizada entre fines de 1972 y principios de 1973, que incluyó lugares como Córdoba, Tucumán y Buenos Aires.

## Grabación y Contenido
En 1973, Vox Dei se encontraba en un punto de gran popularidad, por lo cual llegan a realizar presentaciones en lugares como el Teatro Argentino y el Teatro Coliseo de Buenos Aires. Es así que deciden grabar parte de esas presentaciones con un grabador de cinta abierta Revox a cargo del técnico Robertone y así poder lanzar un disco en vivo (algo que no había hecho ningún grupo argentino), mayormente incluyendo material nuevo. Además, con la grabación de este disco la banda cumplía su contrato con Disc Jockey y podía pasar a las filas de la multinacional CBS Records.
El álbum fue reeditado a lo largo de los años con múltiples tapas y orden de canciones diferentes. Las canciones Génesis y Sin separarnos más son las únicas incluidas en este LP que la banda había editado anteriormente en álbumes de estudio. Aunque en este disco, Sin separarnos más es bellamente interpretada de manera acústica.

## Canciones
- Todas las canciones fueron compuestas por Ricardo Soulé, excepto las señaladas.

Lado A
1. "9000 Veces Más" - 3:13
  - Grabado en Tucumán.
2. "Vueltas y Vueltas Alrededor del Sol" - 2:53
  - Grabado en Córdoba.
3. "Un Renegado… Ese Soy Yo" - 3:08
  - Grabado en el Teatro Argentino, Buenos Aires.
4. "Sin Separarnos Más" - 4:18
  - Grabado en el Teatro Coliseo, Buenos Aires.
5. "Esta Es Quizás la Última Vez" - 5:40
  - Grabado en el Teatro Coliseo, Buenos Aires.

Lado B
1. "Génesis" (Ricardo Soulé, Willy Quiroga, Juan Carlos Godoy) - 7:01
  - Grabado en Tucumán.
2. "Amor y Seis" (Quiroga) - 3:01
  - Grabado en Córdoba.
3. "La Nave Infernal" - 5:20
  - Grabado en el Teatro Argentino, Buenos Aires.

## Músicos
- Ricardo Soulé - voz, guitarra, armónica
- Willy Quiroga - bajo, voz
- Rubén Basoalto - batería